# Primzahlzwillings-Bi-Kette
In der Zahlentheorie ist eine Primzahlzwillings-Bi-Kette der Länge {\displaystyle k+1} eine Primzahlenfolge der Form
{\displaystyle (n-1,n+1),(2n-1,2n+1),\ldots (2^{k}\cdot n-1,2^{k}\cdot n+1)}
(der Ausdruck kommt vom englischen Bi-twin chain bzw. Bitwin chain).

## Beispiele
- Die kleinsten {\displaystyle n}, welche eine Primzahlzwillings-Bi-Kette der Länge 2 generieren (also auf die beiden Paare {\displaystyle (n-1,n+1),(2n-1,2n+1)} führen), sind die folgenden:

6, 30, 660, 810, 2130, 2550, 3330, 3390, 5850, 6270, 10530, 33180, 41610, 44130, 53550, 55440, 57330, 63840, 65100, 70380, 70980, 72270, 74100, 74760, 78780, 80670, 81930, 87540, 93240, 102300, 115470, 124770, 133980, 136950, 156420, … (Folge A066388 in OEIS)
- Die kleinsten Primzahlzwillings-Bi-Ketten der Länge {\displaystyle k+1} sind die folgenden (dabei ist {\displaystyle n\#=2\cdot 3\cdot 5\cdot 7\ldots \cdot n} das Produkt aller Primzahlen bis {\displaystyle n} (Primfakultät)):[2]

| {\displaystyle k+1} | kleinste bekannte Primzahlzwillings-Bi-Kette der Länge {\displaystyle k+1} (Stand: 20. Juni 2017)     | Dezimal- stellen                          | Entdeckungs- datum | Entdecker                  |
| ------------------- | --- | ----------------------------------------- | ------------------ | -------------------------- |
| {\displaystyle 1}   | {\displaystyle 2\#\cdot 2\pm 1} (also {\displaystyle (3,5)})                                          | {\displaystyle 1}                         | ---                | ---                        |
| {\displaystyle 2}   | {\displaystyle 3\#\cdot 2^{n}\pm 1} mit {\displaystyle n=0,1} (also {\displaystyle (5,7),(11,13)})    | {\displaystyle 1} und {\displaystyle 2}   | ---                | ---                        |
| {\displaystyle 3}   | {\displaystyle 1005\cdot 7\#\cdot 2^{n}\pm 1} mit {\displaystyle n=0,1,2}                             | {\displaystyle 6}                         | September 1998     | Henri Lifchitz             |
| {\displaystyle 4}   | {\displaystyle 151\cdot 7\#\cdot 2^{n}\pm 1} mit {\displaystyle n=3,4,5,6}                            | {\displaystyle 6} bis {\displaystyle 7}   | September 1998     | Henri Lifchitz             |
| {\displaystyle 5}   | {\displaystyle 1394847\cdot 13\#\cdot 2^{n}\pm 1} mit {\displaystyle n=0,1,2,3,4}                     | {\displaystyle 11} bis {\displaystyle 12} | Dezember 1998      | Jack Brennen               |
| {\displaystyle 6}   | {\displaystyle 1228253271\cdot 13\#\cdot 2^{n}\pm 1} mit {\displaystyle n=1,2,3,4,5,6}                | {\displaystyle 14} bis {\displaystyle 16} | Dezember 1998      | Jack Brennen               |
| {\displaystyle 7}   | {\displaystyle 11228462199623\cdot 13\#\cdot 2^{n}\pm 1} mit {\displaystyle n=0,1,2,3,4,5,6}          | {\displaystyle 18} bis {\displaystyle 20} | Oktober 1999       | Paul Jobling               |
| {\displaystyle 8}   | {\displaystyle 21033215071024191\cdot 13\#\cdot 2^{n}\pm 1} mit {\displaystyle n=0,1,2,3,4,5,6,7}     | {\displaystyle 21} bis {\displaystyle 23} | Februar 2002       | Paul Jobling, Phil Carmody |
| {\displaystyle 9}   | {\displaystyle 1873321386459914635\cdot 13\#\cdot 2^{n}\pm 1} mit {\displaystyle n=1,2,3,4,5,6,7,8,9} | {\displaystyle 24} bis {\displaystyle 26} | Dezember 2008      | Jaroslaw Wroblewski        |

- Die größten Primzahlzwillings-Bi-Ketten der Länge {\displaystyle k+1} sind die folgenden:[2]

| {\displaystyle k+1} | größte bekannte Primzahlzwillings-Bi-Kette der Länge {\displaystyle k+1} (Stand: 20. Juni 2017)                                                                     | Dezimal- stellen                                                                | Entdeckungs- datum | Entdecker           | Quelle            |
| ------------------- | --- | ------------------------------------------------------------------------------- | ------------------ | ------------------- | ----------------- |
| {\displaystyle 1}   | {\displaystyle 2996863034895\cdot 2^{1290000}\pm 1} | {\displaystyle 388342}                                                          | September 2016     | Tom Greer           | [ 3 ] [ 4 ] [ 5 ] |
| {\displaystyle 2}   | {\displaystyle 117864619517\cdot 6907\#\cdot 2^{n}\pm 1} mit {\displaystyle n=1,2}                                                                                  | {\displaystyle 2971} und {\displaystyle 2972}                                   | Juni 2017          | Oscar Östlin        |                   |
| {\displaystyle 3}   | {\displaystyle 204035674219\cdot 1609\#\cdot 2^{n}\pm 1} mit {\displaystyle n=0,1,2}                                                                                | {\displaystyle 695,695} und {\displaystyle 695}                                 | Juli 2016          | Didier Boivin       |                   |
| {\displaystyle 4}   | {\displaystyle 9185178409925\cdot 487\#\cdot 2^{n}\pm 1} mit {\displaystyle n=0,1,2,3}                                                                              | {\displaystyle 214,214,215} und {\displaystyle 215}                             | Februar 2017       | Didier Boivin       |                   |
| {\displaystyle 5}   | {\displaystyle 4423253751167971164005\cdot 307\#\cdot 2^{n}\pm 1} mit {\displaystyle n=15,16,17,18,19}                                                              | {\displaystyle 149,150,150,150} und {\displaystyle 151}                         | April 2015         | Andrey Balyakin     |                   |
| {\displaystyle 6}   | {\displaystyle 386727562407905441323542867468313504832835283009085268004408453725770596763660073\cdot 61\#\cdot 2^{n}\pm 1} mit {\displaystyle n=45,46,47,48,49,50} | {\displaystyle 118,118,118,119,} {\displaystyle 119} und {\displaystyle 119}    | April 2014         | Primecoin           |                   |
| {\displaystyle 7}   | {\displaystyle 1165654412459516061933\cdot 73\#\cdot 2^{n}\pm 1} mit {\displaystyle n=7,8,9,10,11,12,13}                                                            | {\displaystyle 52,53,53,53,} {\displaystyle 53,54} und {\displaystyle 54}       | April 2015         | Andrey Balyakin     |                   |
| {\displaystyle 8}   | {\displaystyle 10739718035045524715\cdot 13\#\cdot 2^{n}\pm 1} mit {\displaystyle n=0,1,2,3,4,5,6,7}                                                                | {\displaystyle 24,24,25,25,25,} {\displaystyle 26,26} und {\displaystyle 26}    | Dezember 2008      | Jaroslaw Wroblewski |                   |
| {\displaystyle 9}   | {\displaystyle 1873321386459914635\cdot 13\#\cdot 2^{n}\pm 1} mit {\displaystyle n=1,2,3,4,5,6,7,8,9}                                                               | {\displaystyle 24,24,24,24,25,} {\displaystyle 25,25,26} und {\displaystyle 26} | Dezember 2008      | Jaroslaw Wroblewski |                   |

Die Primzahlzwillings-Bi-Kette der Länge 9 ist momentan (Stand: 20. Juni 2017) die längste bekannte Kette. Es ist auch gleichzeitig die einzige bekannte Kette dieser Länge.

## Eigenschaften
- Eine Primzahlzwillings-Bi-Kette der Länge 1 hat die Form {\displaystyle (n-1,n+1)}. Man nennt sie Primzahlzwilling.
- Jedes der Paare {\displaystyle (2^{i}\cdot n-1,2^{i}\cdot n+1)} mit {\displaystyle 0\leq i\leq k} ist ein Primzahlzwilling.
- Die Zahlen {\displaystyle n-1,2n-1,\ldots ,2^{k}n-1} bilden eine Cunningham-Kette der ersten Art mit {\displaystyle k+1} Gliedern.
- Die Zahlen {\displaystyle n+1,2n+1,\ldots ,2^{k}n+1} bilden eine Cunningham-Kette der zweiten Art mit {\displaystyle k+1} Gliedern.
- Jede Primzahl der Form {\displaystyle 2^{i}\cdot n-1} mit {\displaystyle 0\leq i\leq k-1} ist eine Sophie-Germain-Primzahl.
- Jede Primzahl der Form {\displaystyle 2^{i}\cdot n-1} mit {\displaystyle 1\leq i\leq k} ist eine sichere Primzahl.
- Sei {\displaystyle n\in \mathbb {N} } mit {\displaystyle n>6}, sodass {\displaystyle (n-1,n+1),(2n-1,2n+1)} mindestens eine Primzahlzwillings-Bi-Kette der Länge 2 ist. Dann gilt:[6]

{\displaystyle n=30k} mit {\displaystyle k\in \mathbb {N} }

## Verallgemeinerung
Eine verallgemeinerte Primzahlzwillings-Bi-Kette der Länge {\displaystyle k+1} ist eine Primzahlenfolge der Form
{\displaystyle (n-1,n+1),(b\cdot n-1,b\cdot n+1),\ldots (b^{k}\cdot n-1,b^{k}\cdot n+1)} mit {\displaystyle b\in \mathbb {N} }

### Beispiele
- Die größten verallgemeinerten Primzahlzwillings-Bi-Ketten der Länge {\displaystyle k+1} sind die folgenden:[2]

| {\displaystyle k+1} | größte bekannte verallgemeinerte Primzahlzwillings-Bi-Kette der Länge {\displaystyle k+1} (Stand: 20. Juni 2017) | Dezimal- stellen                                         | Entdeckungs- datum | Entdecker                      |
| ------------------- | --- | -------------------------------------------------------- | ------------------ | ------------------------------ |
| {\displaystyle 1}   | {\displaystyle 570323880\cdot {\frac {16500\#}{673949}}\cdot b^{n}\pm 1} mit {\displaystyle b=8087388} und {\displaystyle n=1,2} | {\displaystyle 7120} und {\displaystyle 7127}            | September 2004     | Phil Carmody, Jens K. Andersen |
| {\displaystyle 2}   | {\displaystyle 2203\#\cdot 2^{161}\cdot 3^{66}\cdot 5^{69}\cdot 7^{73}\cdot 11^{23}\cdot 13^{23}\cdot 17^{26}\cdot 19^{23}\cdot 23^{22}\cdot 29^{22}\cdot 31^{22}\cdot 37^{25}\cdot 41^{23}\cdot 43^{25}\cdot 47^{25}\cdot 53^{26}\cdot 59^{25}\cdot 61^{23}\cdot b^{n}\pm 1} mit {\displaystyle b=2^{21}\cdot 3^{12}\cdot 5^{11}\cdot 7^{9}\cdot 11^{3}\cdot 13^{3}\cdot 17^{2}\cdot 19^{3}\cdot 23^{4}\cdot 29^{4}\cdot 31^{4}\cdot 37^{3}\cdot 41^{3}\cdot 43^{3}\cdot 47^{3}\cdot 53^{2}\cdot 59^{3}\cdot 61^{3}} und {\displaystyle n=1,2,3} | {\displaystyle 1702,1793} und {\displaystyle 1884}       | Oktober 2004       | Ralph Twain                    |
| {\displaystyle 3}   | {\displaystyle {\frac {66\cdot 630^{5}\cdot 22218733^{2}\cdot 19\#\cdot 317\#}{561857}}\cdot b^{n}\pm 1} mit {\displaystyle b={\frac {8084448001600\cdot (13\#)^{3}\cdot 197\#}{12863477}}} und {\displaystyle n=1,2,3,4} | {\displaystyle 261,360,459} und {\displaystyle 558}      | August 2004        | Jens K. Andersen               |
| {\displaystyle 4}   | {\displaystyle (1250561\cdot 151\#+423642234015)\cdot b^{n}\pm 1} mit {\displaystyle b=4} und {\displaystyle n=1,2,3,4,5} | {\displaystyle 67,67,68,68} und {\displaystyle 69}       | August 2004        | Jens K. Andersen               |
| {\displaystyle 5}   | {\displaystyle {\frac {526583\cdot 83\#+27663009\cdot 19\#}{4}}\cdot b^{n}\pm 1} mit {\displaystyle b=4} und {\displaystyle n=1,2,3,4,5,6} | {\displaystyle 39,39,40,40,41} und {\displaystyle 42}    | August 2004        | Jens K. Andersen               |
| {\displaystyle 6}   | {\displaystyle 1394855870347655081\cdot 13\#\cdot b^{n}\pm 1} mit {\displaystyle b=4} und {\displaystyle n=2,3,4,5,6,7,8} | {\displaystyle 24,25,26,26,27,27} und {\displaystyle 28} | August 2004        | Jens K. Andersen               |